# Cieszyński Szlak Kwitnących Magnolii

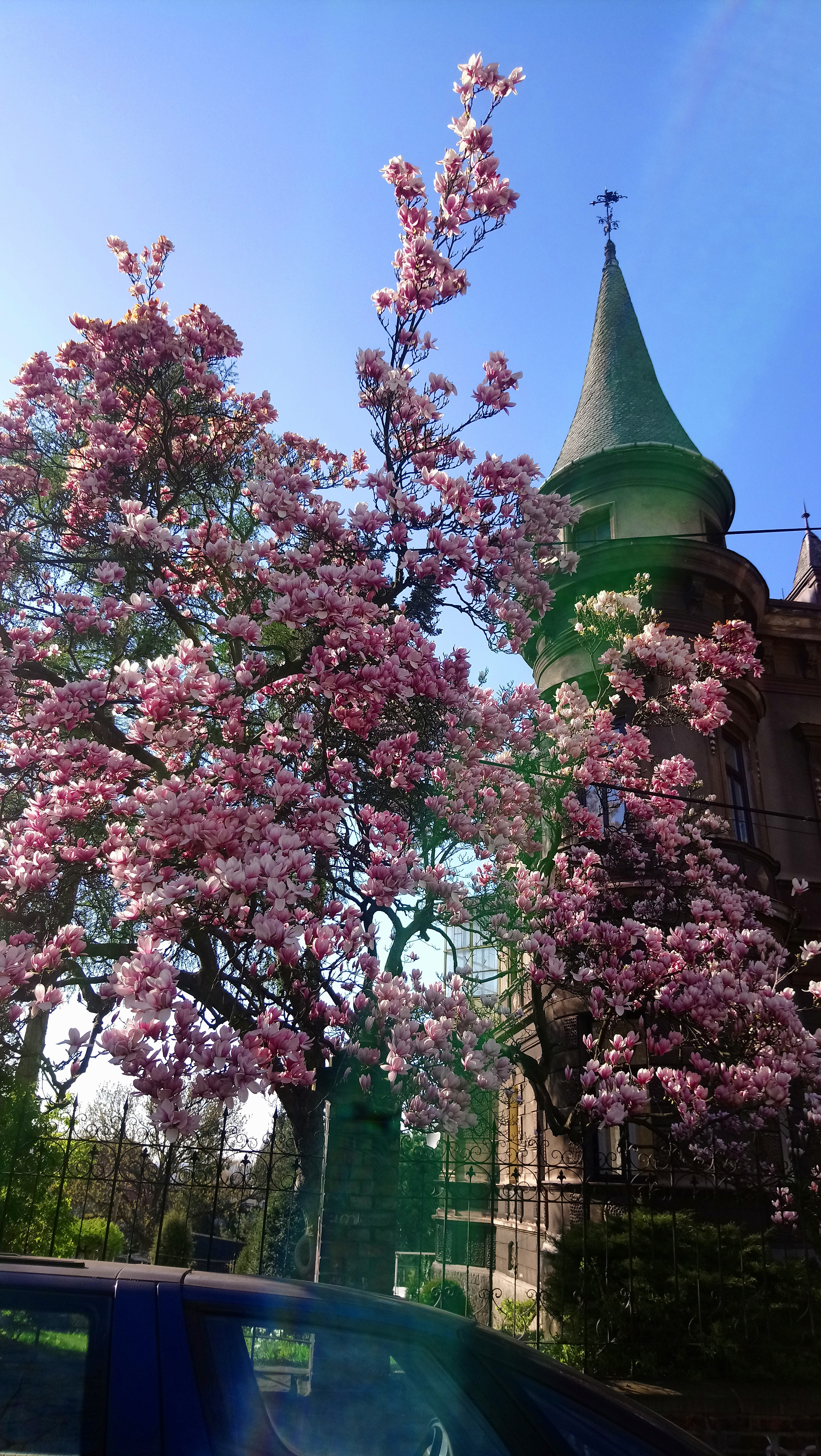
Cieszyńska magnolia „Alexandrina” przy eklektycznej willi Alfonsa Mattera

Cieszyński Szlak Kwitnących Magnolii (także: Szlak Cieszyńskiej Magnolii, Magnoliowy Szlak, Cieszyński Szlak Magnolii, Spacer Magnoliowy) – szlak turystyczny, przebiegający przez Cieszyn, liczy 1,04 km i 11 przystanków. Pomysłodawcami i założycielami szlaku w 2001 roku byli Mariusz Makowski i Danuta Cieślar-Pawłowicz. Pierwszy oficjalny spacer szlakiem z przewodnikiem odbył się w 2005 roku.

## Historia
Około 1800 roku ks. Leopold Jan Szersznik sprowadził jako pierwszy magnolie do Cieszyna. Pod koniec XIX wieku magnolia stała się popularna wśród bogatych mieszczan Cieszyna. Po II wojnie światowej zainteresowanie krzewami spadło z powodu braku sadzonek i nieumiejętności ich rozmnażania, dopiero później magnolie znowu zaczęły być popularne i stały się oficjalnym symbolem Cieszyna. Spacery organizuje co roku Muzeum Śląska Cieszyńskiego.

## Przebieg szlaku
- Rozpoczyna się na placu Kościelnym 8, w ogrodzie willi przed ewangelickim Kościołem Jezusowym[11].
- Plac Kościelny – magnolia „Alexandrina” przed budynkiem parafii ewangelickiej.
- Kwitnąca magnolia w Cieszynie

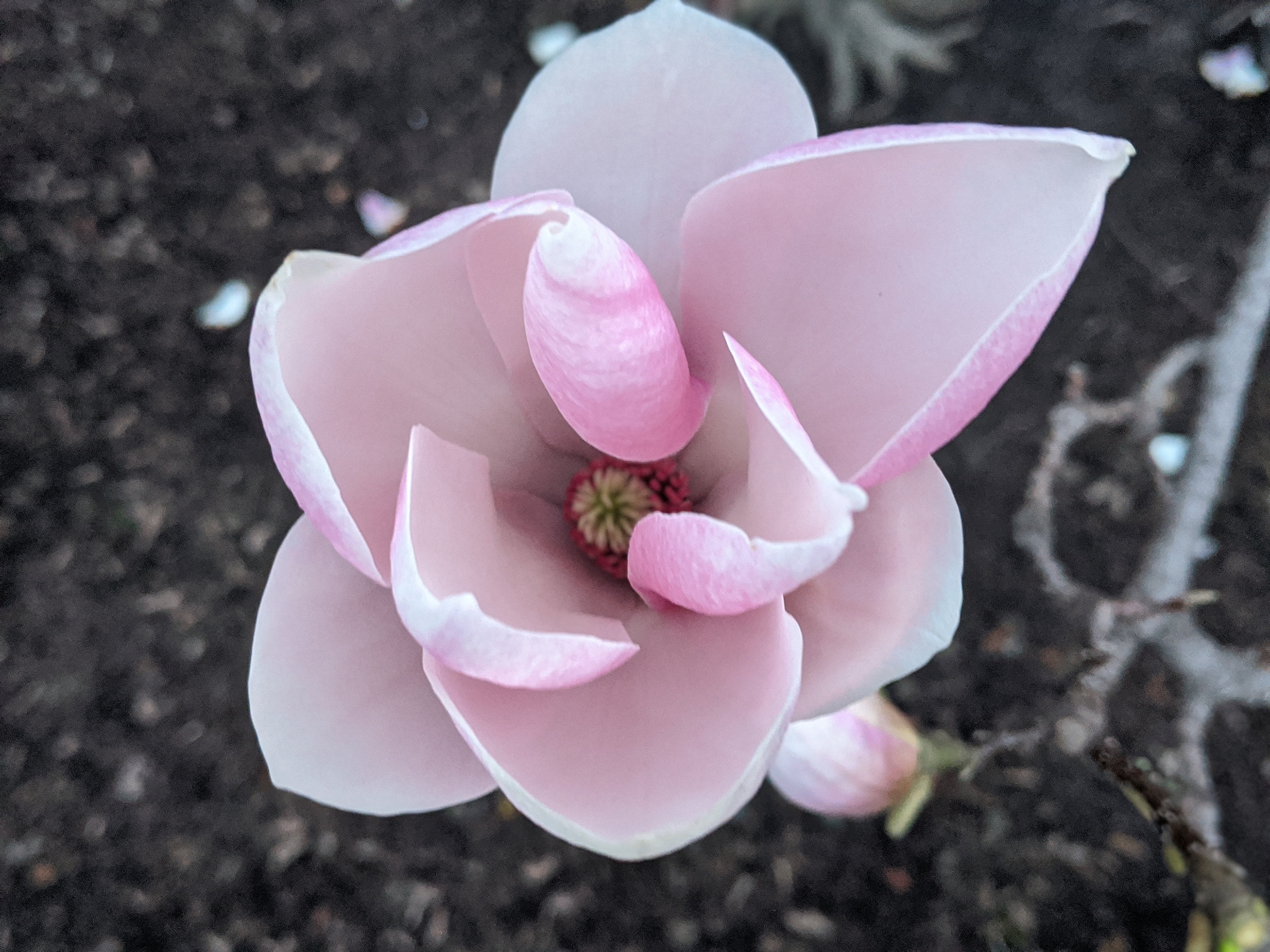
Kwitnąca magnolia w Cieszynie

ul. H. Sienkiewicza – dwie magnolie „Alexandrina” przy eklektycznej willi Alfonsa Mattera.
- ul. H. Sienkiewicza – magnolia Soulange’a w ogrodzie kamienicy wybudowanej na przełomie XIX i XX wieku.
- ul. 3 Maja – magnolia gwiaździsta przed willą z lat 1920.
- ul. 3 Maja – magnolia „Alexandrina” przed secesyjnym domem Karla Czapela.
- ul. 3 Maja – magnolia „Rustica Rubera” przy willi z lat 20. XX wieku.
- ul. 3 Maja – magnolia „Alexandrina” przed willą Roberta Lewaka[12].
- ul. K. Miarki – rzadka magnolia „Lennego” przy modernistycznej willi.
- Park Pokoju – trzy magnolie „Alexandrina”, znajdujące się przy orkiestronie[12]. W tym parku w 2019 r. zasadzono dwa drzewka poświęcone pamięci obojga twórców Szlaku[8].